# 잎가락도마뱀붙이과
잎가락도마뱀붙이과(Phyllodactylidae)는 뱀목 도마뱀붙이하목에 속하는 파충류 과이다. 약 113종으로 이루어져 있다. 신대륙과 북아프리카, 유럽, 중동 지역에 두루 분포한다. 2008년의 분자생물학 기반의 계통발생학 연구에 의하면, 잎가락도마뱀붙이과는 모든 종이 유전자 안에 고유한 단일 코돈 결손을 보유하고 있다. 잎가락도마뱀붙이류의 보게르티아속(Bogertia)은 최근에 필러페주스속(Phyllopezus)의 이명으로 밝혀졌다.

## 하위 속
잎가락도마뱀붙이과의 하위 속은 아래와 같다.
- Asaccus
- Gymnodactylus
- Haemodracon
- Homonota
- Phyllodactylus
- Phyllopezus
- Ptyodactylus
- Tarentola
- Thecadactylus